# Ernest Tarbouriech
Pour les articles homonymes, voir Tarbouriech.
Ernest Tarbouriech est un homme politique français né le 18 avril 1865 à Paris et mort le 8 janvier 1911 à Paris. Membre fondateur de la Ligue des Droits de l'Homme, il adhéra à la SFIO et fut brièvement de 1910 à sa mort député socialiste du Jura.

## Biographie
Issu d'une famille bourgeoise, il étudie le droit puis devient professeur au collège des Sciences sociales.
C'est à l'occasion de l'Affaire Dreyfus qu'il s'engage dans la vie politique. Membre dès sa fondation de la Ligue des Droits de l'Homme, il est élu au sein du comité central de cette association.
Tout comme un autre grand ligueur, Francis de Pressensé, il poursuit cet engagement au sein du mouvement socialiste, auquel il adhère dès 1900.
À partir de 1906, il participe aux campagnes électorales socialistes dans le Jura. Une première fois candidat lors des législatives cette année là, il n'est pas élu.
En 1908, il est désigné par le congrès de la SFIO à Toulouse comme un des responsables de la commission chargée de l'élaboration d'un programme agraire pour le parti.
En 1910, il est élu député du Jura, dans la circonscription de Saint-Claude, mais ne siège que quelques mois, car il meurt en cours de mandat, des suites d'une maladie, à l'âge de 45 ans.

## Sources
- « Ernest Tarbouriech », dans le Dictionnaire des parlementaires français (1889-1940), sous la direction de Jean Jolly, PUF, 1960 [détail de l’édition]
- La Cité Future Paris, P.V. Stock, 1902
- Essai sur la propriété